# Юршенайм
Юршена́йм (фр. Urschenheim) — коммуна на северо-востоке Франции в регионе Гранд-Эст (бывший Эльзас — Шампань — Арденны — Лотарингия), департамент Верхний Рейн, округ Кольмар — Рибовилле, кантон Энсисем. До марта 2015 года коммуна административно входила в состав упразднённого кантона Андольсайм (округ Кольмар).
Площадь коммуны — 6,42 км², население — 666 человек (2006) с тенденцией к росту: 705 человек (2012), плотность населения — 109,8 чел/км².

## Население
Численность населения коммуны в 2011 году составляла 700 человек, а в 2012 году — 705 человек.
| 1962 | 1968 | 1975 | 1982 | 1990 | 1999 | 2006 | 2008 | 2011 | 2012 |
| ---- | ---- | ---- | ---- | ---- | ---- | ---- | ---- | ---- | ---- |
| 271  | 301  | 336  | 551  | 569  | 639  | 666  | 674  | 700  | 705  |

Динамика населения:

## Экономика
В 2010 году из 486 человек трудоспособного возраста (от 15 до 64 лет) 356 были экономически активными, 130 — неактивными (показатель активности 73,3 %, в 1999 году — 76,8 %). Из 356 активных трудоспособных жителей работали 333 человека (182 мужчины и 151 женщина), 23 числились безработными (10 мужчин и 13 женщин). Среди 130 трудоспособных неактивных граждан 36 были учениками либо студентами, 63 — пенсионерами, а ещё 31 — были неактивны в силу других причин.
На протяжении 2011 года в коммуне числилось 264 облагаемых налогом домохозяйства, в которых проживало 695 человек. При этом медиана доходов составила 22596 евро на одного налогоплательщика.

## Достопримечательности (фотогалерея)

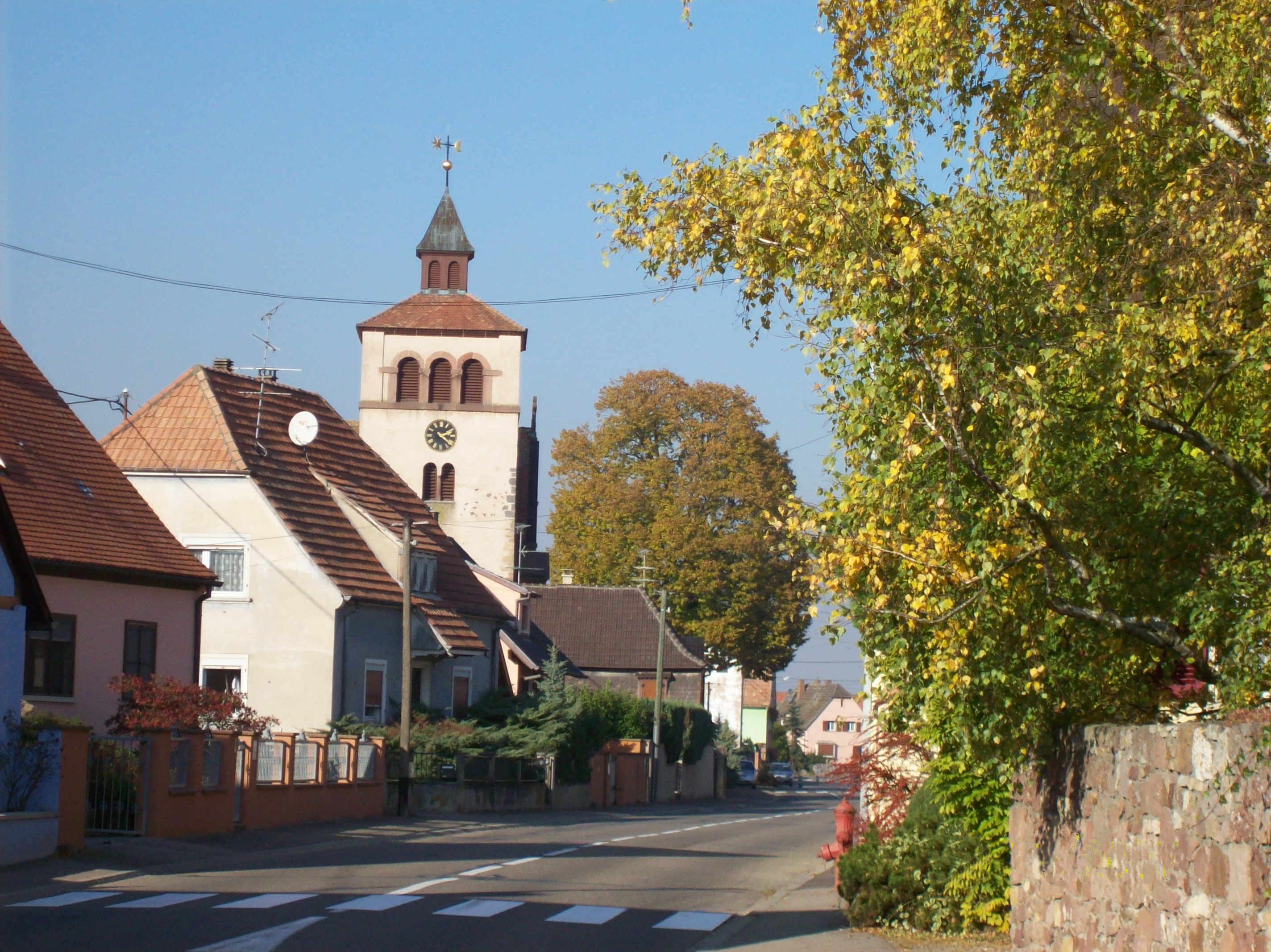
Колокольня (вид с центральной улицы)
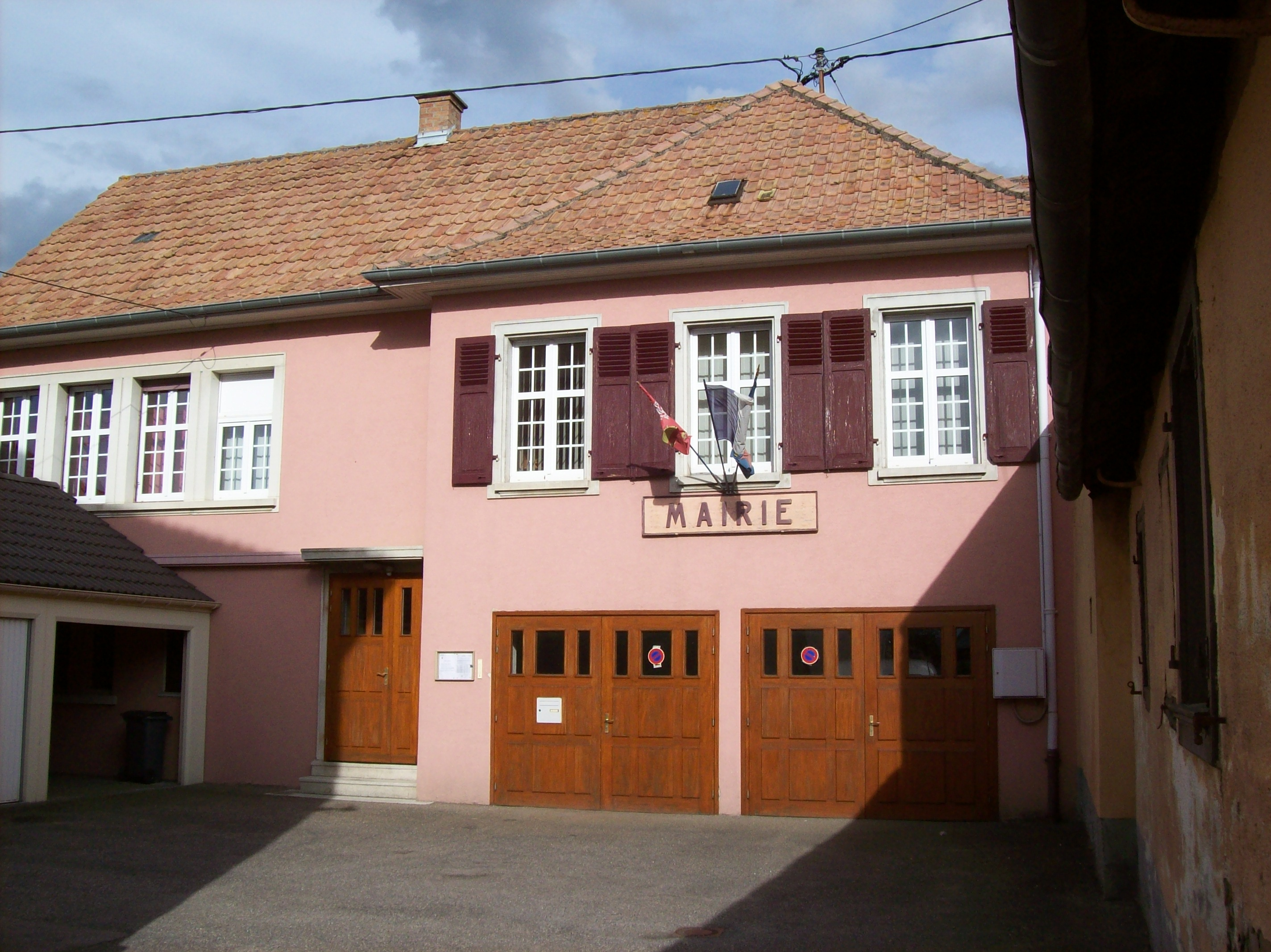
Здание мэрии
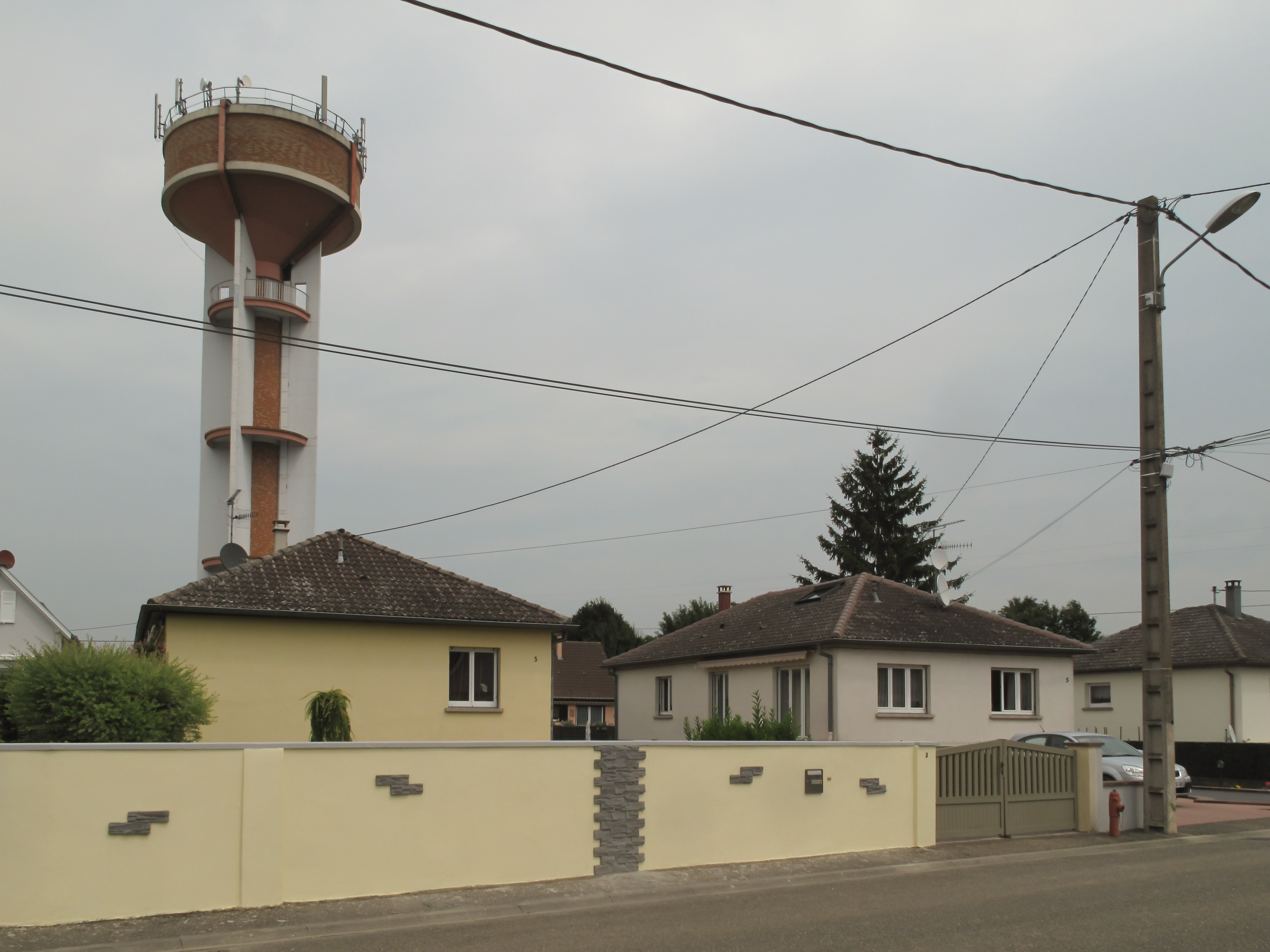
Водонапорная башня
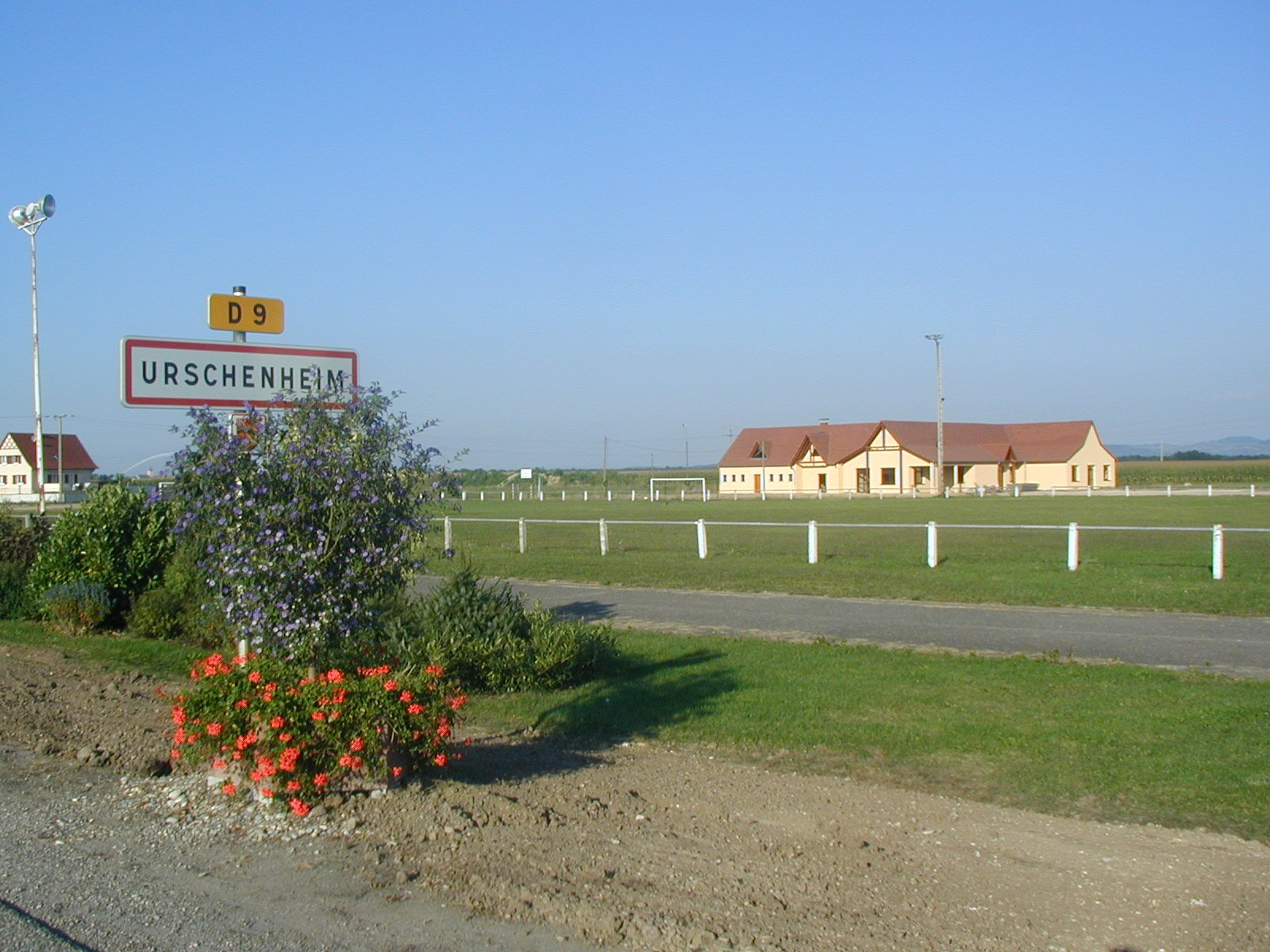
На въезде